# Militärflugplatz Čáslav

i8
i11
i13
Die 21. Taktische Luftwaffenbasis Čáslav (tschechisch 21. základna taktického letectva Čáslav, ICAO-Code: LKCV) ist ein tschechischer Militärflugplatz der Luftstreitkräfte der Tschechischen Republik. Er liegt bei der mittelböhmischen Stadt Čáslav gut 80 km östlich von Prag. Er dient als Haupteinsatzbasis der tschechischen Kampfflugzeuge.

## Geschichte
Während des Zweiten Weltkriegs befand sich im damaligen Caslau ein Feldflugplatz der Luftwaffe.
Im Jahr 1994 wurde in Čáslav die 4. Kampffliegerbasis, 4. základna Stíhacího Letectva (4. zSL) aufgestellt, die von drei aufzulösenden Einheiten gebildet wurde. Die mit MiG-23ML/UB und einigen L-39ZA ausgerüstete 41. Jagdstaffel, 41. Stíhací Letka (41. SLt), entstand aus der 1. Letka des 1. Jagdfliegregiments, 1.  Stíhací Letka Pluk (1.SLP), in Budweis. Die MiG-21MF/MA/UM/US und L-39ZA der eigenständigen 4. Jagdstaffel, 4. Samostatná Stíhací Letka (4. SSLt), kamen aus Přerov und bildeten die 42. SLt. Die MiG-21MF/R/UM, MiG-23BN/UB und L-29 schließlich des bereits bisher in Čáslav liegenden 28. Jagdbomberregiments, 28. Stíhací Bombardovací Letecký Pluk (28. SBoLP), formten fortan die 43.SLt und noch im gleichen Jahr verließen die MiG-23BN und MiG-21R die Einheit. 
Die 43.SLt wurde in der zweiten Hälfte der 1990er Jahre aufgelöst und die Basis in 4. Taktische Luftbasis, 4. základna Taktického Letecktva (4. zTL), umbenannt. Die restlichen MiG-23 wurden 1998 außer Dienst gestellt und die verbliebenen MiG-21 der 42. Staffel wurden anschließend der 41. Staffel unterstellt. Der Zulauf der L-159A begann Ende 2000 und im Hinblick auf den für 2004 geplanten NATO-Beitritt Tschechiens wurden ein Dutzend MI-21MFN zur NATO-kompatiblen Variante MiG-21MFN modernisiert.
Im Jahr vor dem NATO-Beitritt 2004 erhielt die Basis ihre heutige Bezeichnung und im folgenden Jahr wurden die MiG-21 nach vier Jahrzehnten außer Dienst gestellt. Die Schulflugzeuge bilden seit 2013 eine dritte Staffel, die 213. výcviková letka (213. vlt), während die 212. tl. die L-159 seither zur Luftnahunterstützung einsetzt.
Im Verlauf des Jahres 2024 begann die Vorbereitung der Basis für den zukünftigen Betrieb der F-35A, die Anfang 2024 bestellt worden waren.

### Air Defender 23
Vom 12. Juni bis zum 23. Juni 2023 ist der Flugplatz Teil des Großmanövers Air Defender 23. Die Übung ist die größte von Luftstreitkräften seit Bestehen der NATO.

## Heutige Nutzung
Zum 1. Dezember 2003 wurde die Einheit in 21. Taktische Luftwaffenbasis, 21. základna taktického letectva, umbenannt. Ihr unterstehen drei fliegende Staffeln.
- 211. taktická letka (211.tl), Taktische Staffel, ausgerüstet seit 2005 mit JAS 39C/D Mehrzweckkampfflugzeugen
- 212. taktická letka (212.tl), Taktische Staffel, ausgerüstet seit 2000 mit L-159A für Erdkampfeinsätze
- 213. výcviková letka (213.vlt), Trainingsstaffel, ausgerüstet seit 2013 mit L-39ZA und Mil L-159T1 Schulflugzeugen

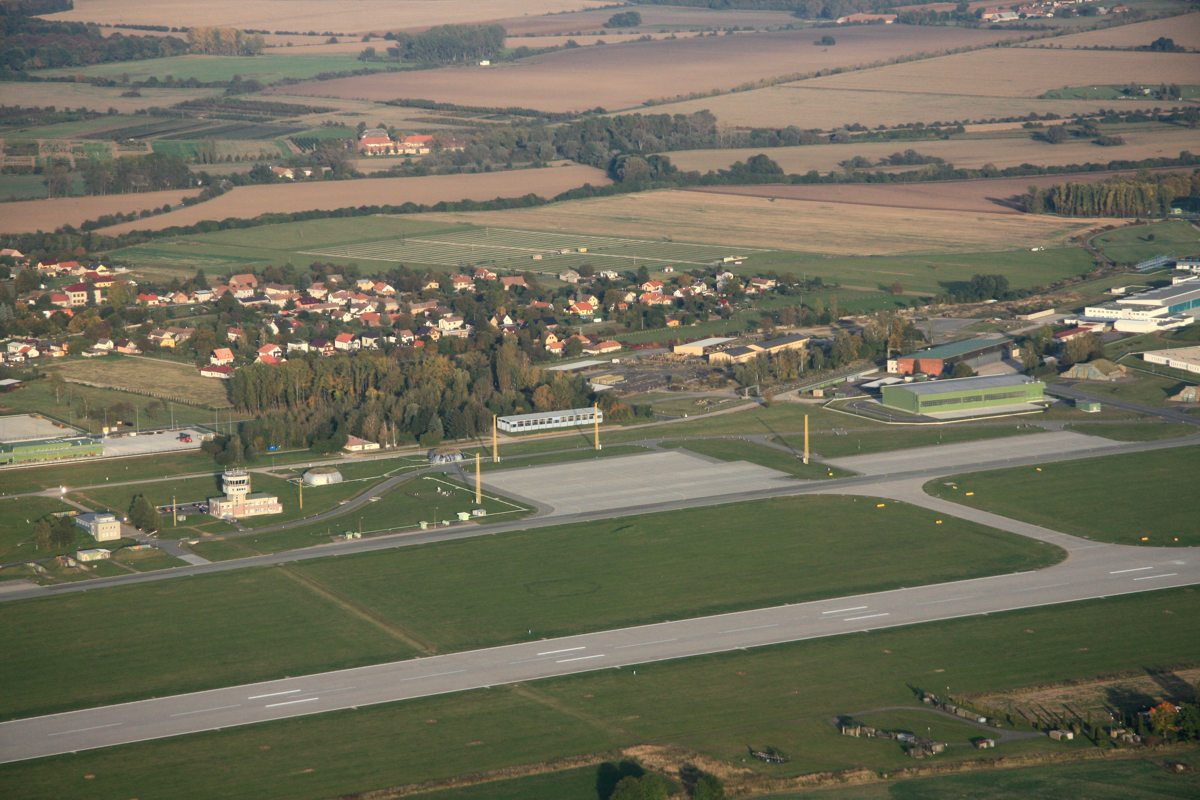
Luftbild
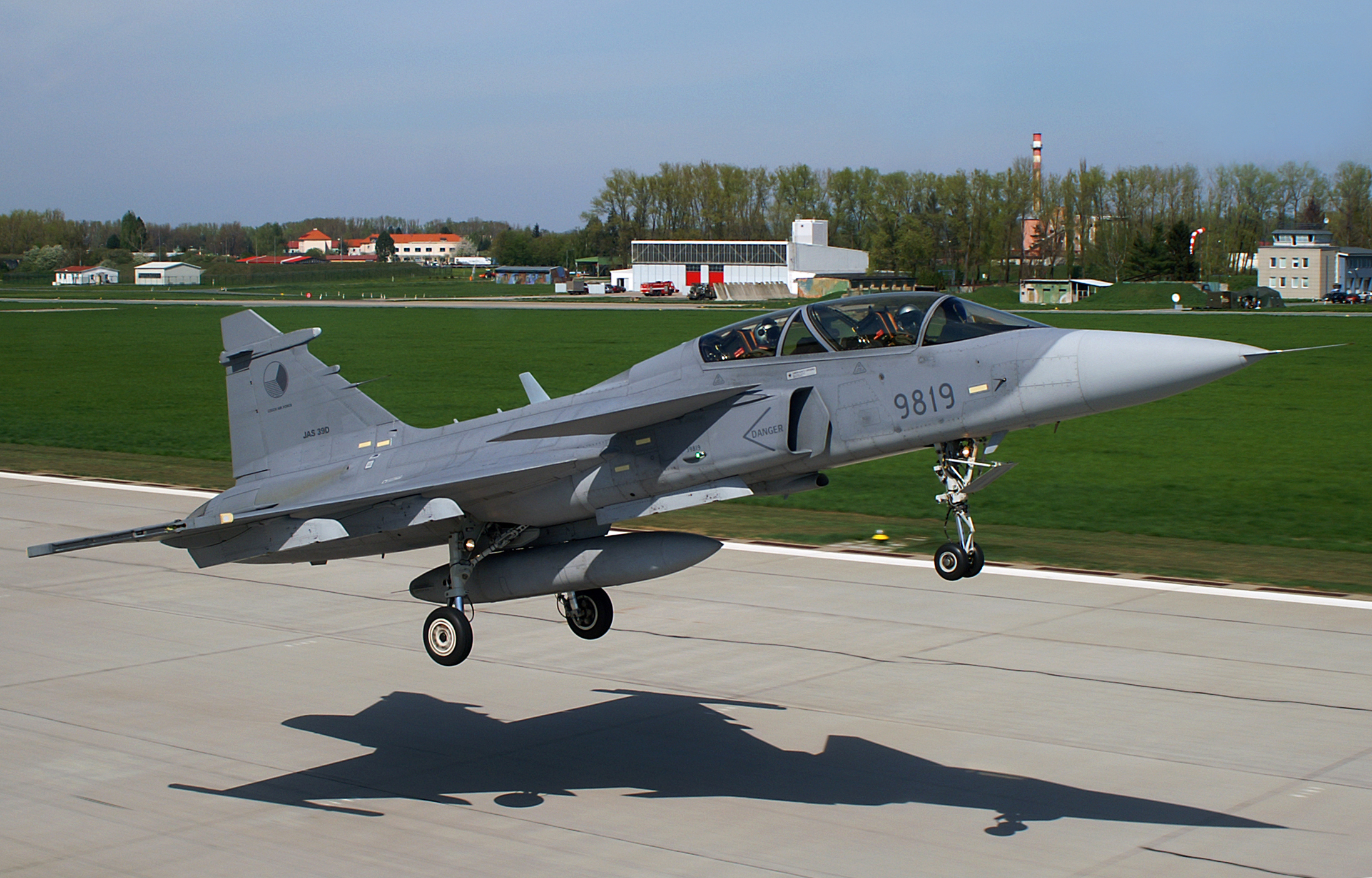
Start eines Gripen in Čáslav
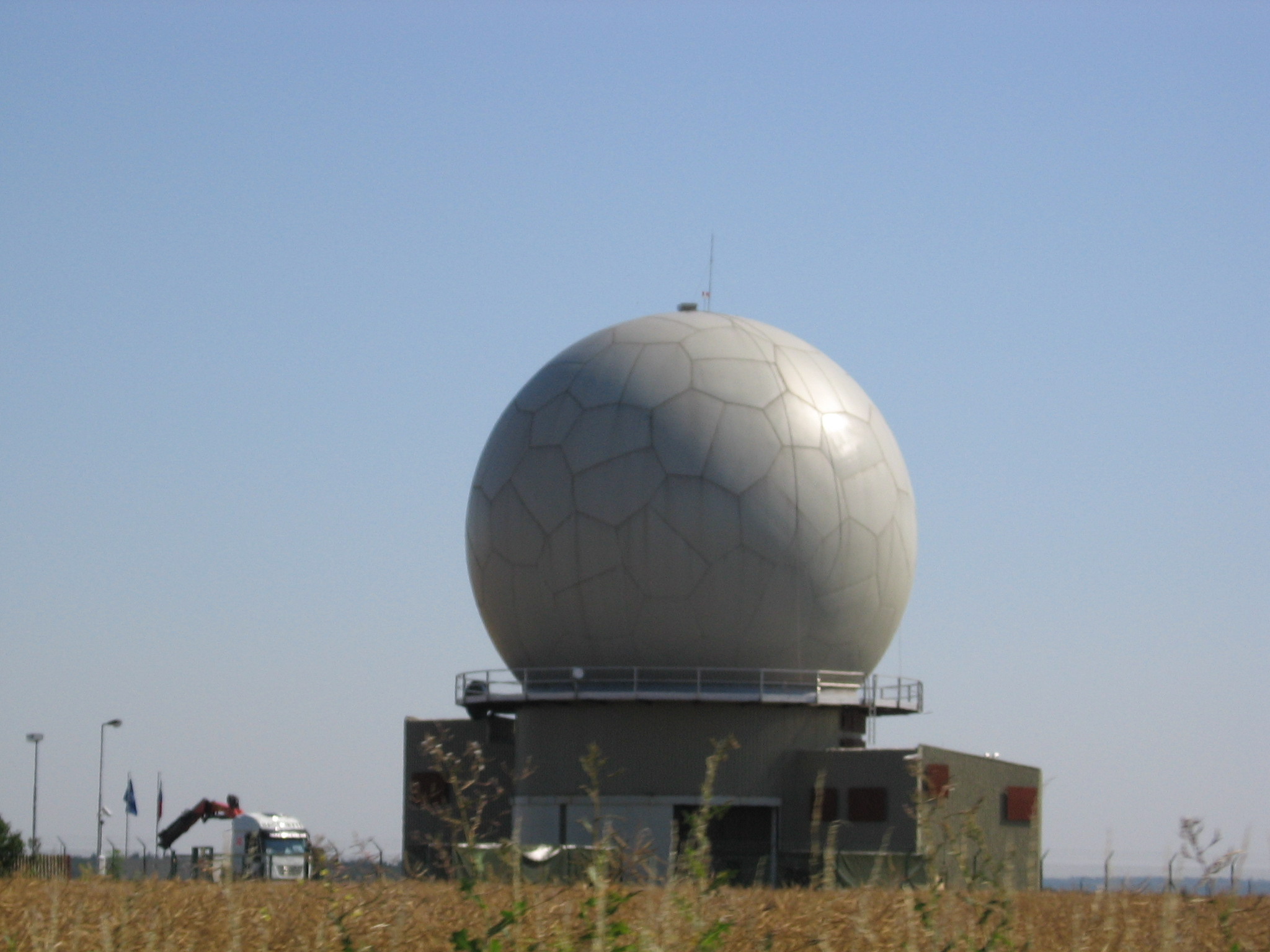
Radarturm